# Axelle Longeval
Axelle Longeval (28 maart 1997) is een Belgisch volleybalster.

## Levensloop
Longeval was tijdens haar jeugd actief bij VC Gooik, VC Borsbeke-Herzele en Mevoc Meerbeke. In 2015 verliet ze deze club voor Oudenaarde, maar keerde later terug. Vervolgens ging ze aan de slag bij Volley Michelbeke. In 2021 maakte ze de overstap naar VDK Gent. Met deze club werd ze in 2021-'22 landskampioen en won ze in 2022-'23 de Supercup. In 2023 keerde ze terug naar Volley Michelbeke.
Daarnaast is Longeval actief in het beachvolleybal.